# Кадзікі

Кадзі́кі (яп. 加治木町, かじきちょう, кадзікі тьо) — містечко в Японії, у центральній частині префектури Каґосіма.